# قیرلار
قیرلار (به لاتین: Qırlar) یک منطقه مسکونی در جمهوری آذربایجان است که در شهرستان آق‌سو واقع شده است.